# PROCYON
PROCYON은 하야부사 2호와 함께 발사된 소행성 탐사선으로, 2000 DP 107을 탐사하려는 탐사선이다. 목적은 2000 DP 107을 탐사하며 소행성의 각종 특성을 밝혀내는 것이었다.

## 역사와 제작배경
2009년, 하야부사 2호의 탑재체로 제안되었고, 의회가 하야부사 2호와 함께 개발을 승인했다.

## 발사
개발 완료 후 2014년 11월 30일 H-IIA로 다네가시마 우주 센터에서 발사되려고 했으나, 악천후에 의해 연기되어 2014년 12월 3일 H-IIA로 다네가시마 우주 센터에서 발사되었다.

## 실패
탐사선은 하야부사 2호가 정상 작동한 것을 확인하고 하야부사 2호와 분리되었다. 분리되어 목표인 2000 DP 107을 향하여 가다가 이후 전기를 절약하기 위해 2015년 12월 4일 이온 엔진의 가동을 잠시 중단했다가 다시 재개하려고 하니 엔진이 작동하지 않았다. 이후 통신 재개가 불가능하였고, JAXA는 실패했다고 결론지었다.

## 지원, 개발, 투자
- 도쿄 대학
- JAXA
- ISAS